# Yu Zhuocheng
Yu Zhuocheng (n. 7 decembrie 1975, Guangdong, Republica Populară Chineză) este un săritor în apă ce a reprezentat Republica Populară Chineză, medaliat olimpic. A participat la o ediție a Jocurilor Olimpice (1996) în care a câștigat o medalie de argint.